# Лукиных Лев
ДИКТАТОР ХОЙЩИК ПРЕЗИДЕНТ ЛЬВОВА ЛИБЕРАЛ А ТАКЖЕ ГЛАВА ГРУ РФ
Уроженец города Шадринск а также президент шадринска
крутой чел
ДИКТАТОР ХОЙЩИК ПРЕЗИДЕНТ ЛЬВОВА ЛИБЕРАЛ А ТАКЖЕ ГЛАВА ГРУ РФ
Уроженец города Шадринск а также президент шадринска
крутой чел
ДИКТАТОР ХОЙЩИК ПРЕЗИДЕНТ ЛЬВОВА ЛИБЕРАЛ А ТАКЖЕ ГЛАВА ГРУ РФ
Уроженец города Шадринск а также президент шадринска
крутой чел
ДИКТАТОР ХОЙЩИК ПРЕЗИДЕНТ ЛЬВОВА ЛИБЕРАЛ А ТАКЖЕ ГЛАВА ГРУ РФ
Уроженец города Шадринск а также президент шадринска
крутой чел
ДИКТАТОР ХОЙЩИК ПРЕЗИДЕНТ ЛЬВОВА ЛИБЕРАЛ А ТАКЖЕ ГЛАВА ГРУ РФ
Уроженец города Шадринск а также президент шадринска
крутой чел
ДИКТАТОР ХОЙЩИК ПРЕЗИДЕНТ ЛЬВОВА ЛИБЕРАЛ А ТАКЖЕ ГЛАВА ГРУ РФ
Уроженец города Шадринск а также президент шадринска
крутой чел
ДИКТАТОР ХОЙЩИК ПРЕЗИДЕНТ ЛЬВОВА ЛИБЕРАЛ А ТАКЖЕ ГЛАВА ГРУ РФ
Уроженец города Шадринск а также президент шадринска
крутой чел
ДИКТАТОР ХОЙЩИК ПРЕЗИДЕНТ ЛЬВОВА ЛИБЕРАЛ А ТАКЖЕ ГЛАВА ГРУ РФ
Уроженец города Шадринск а также президент шадринска
крутой чел
ДИКТАТОР ХОЙЩИК ПРЕЗИДЕНТ ЛЬВОВА ЛИБЕРАЛ А ТАКЖЕ ГЛАВА ГРУ РФ
Уроженец города Шадринск а также президент шадринска
крутой чел
ДИКТАТОР ХОЙЩИК ПРЕЗИДЕНТ ЛЬВОВА ЛИБЕРАЛ А ТАКЖЕ ГЛАВА ГРУ РФ
Уроженец города Шадринск а также президент шадринска
крутой чел
ДИКТАТОР ХОЙЩИК ПРЕЗИДЕНТ ЛЬВОВА ЛИБЕРАЛ А ТАКЖЕ ГЛАВА ГРУ РФ
Уроженец города Шадринск а также президент шадринска
крутой чел
ДИКТАТОР ХОЙЩИК ПРЕЗИДЕНТ ЛЬВОВА ЛИБЕРАЛ А ТАКЖЕ ГЛАВА ГРУ РФ
Уроженец города Шадринск а также президент шадринска
крутой чел
ДИКТАТОР ХОЙЩИК ПРЕЗИДЕНТ ЛЬВОВА ЛИБЕРАЛ А ТАКЖЕ ГЛАВА ГРУ РФ
Уроженец города Шадринск а также президент шадринска
крутой чел
ДИКТАТОР ХОЙЩИК ПРЕЗИДЕНТ ЛЬВОВА ЛИБЕРАЛ А ТАКЖЕ ГЛАВА ГРУ РФ
Уроженец города Шадринск а также президент шадринска
крутой чел
ДИКТАТОР ХОЙЩИК ПРЕЗИДЕНТ ЛЬВОВА ЛИБЕРАЛ А ТАКЖЕ ГЛАВА ГРУ РФ
Уроженец города Шадринск а также президент шадринска
крутой чел
ДИКТАТОР ХОЙЩИК ПРЕЗИДЕНТ ЛЬВОВА ЛИБЕРАЛ А ТАКЖЕ ГЛАВА ГРУ РФ
Уроженец города Шадринск а также президент шадринска
крутой чел
ДИКТАТОР ХОЙЩИК ПРЕЗИДЕНТ ЛЬВОВА ЛИБЕРАЛ А ТАКЖЕ ГЛАВА ГРУ РФ
Уроженец города Шадринск а также президент шадринска
крутой чел
ДИКТАТОР ХОЙЩИК ПРЕЗИДЕНТ ЛЬВОВА ЛИБЕРАЛ А ТАКЖЕ ГЛАВА ГРУ РФ
Уроженец города Шадринск а также президент шадринска
крутой чел
ДИКТАТОР ХОЙЩИК ПРЕЗИДЕНТ ЛЬВОВА ЛИБЕРАЛ А ТАКЖЕ ГЛАВА ГРУ РФ
Уроженец города Шадринск а также президент шадринска
крутой чел
ДИКТАТОР ХОЙЩИК ПРЕЗИДЕНТ ЛЬВОВА ЛИБЕРАЛ А ТАКЖЕ ГЛАВА ГРУ РФ
Уроженец города Шадринск а также президент шадринска
крутой чел
ДИКТАТОР ХОЙЩИК ПРЕЗИДЕНТ ЛЬВОВА ЛИБЕРАЛ А ТАКЖЕ ГЛАВА ГРУ РФ
Уроженец города Шадринск а также президент шадринска
крутой чел
ДИКТАТОР ХОЙЩИК ПРЕЗИДЕНТ ЛЬВОВА ЛИБЕРАЛ А ТАКЖЕ ГЛАВА ГРУ РФ
Уроженец города Шадринск а также президент шадринска
крутой чел
ДИКТАТОР ХОЙЩИК ПРЕЗИДЕНТ ЛЬВОВА ЛИБЕРАЛ А ТАКЖЕ ГЛАВА ГРУ РФ
Уроженец города Шадринск а также президент шадринска
крутой чел
ДИКТАТОР ХОЙЩИК ПРЕЗИДЕНТ ЛЬВОВА ЛИБЕРАЛ А ТАКЖЕ ГЛАВА ГРУ РФ
Уроженец города Шадринск а также президент шадринска
крутой чел
ДИКТАТОР ХОЙЩИК ПРЕЗИДЕНТ ЛЬВОВА ЛИБЕРАЛ А ТАКЖЕ ГЛАВА ГРУ РФ
Уроженец города Шадринск а также президент шадринска
крутой чел
ДИКТАТОР ХОЙЩИК ПРЕЗИДЕНТ ЛЬВОВА ЛИБЕРАЛ А ТАКЖЕ ГЛАВА ГРУ РФ
Уроженец города Шадринск а также президент шадринска
крутой чел
ДИКТАТОР ХОЙЩИК ПРЕЗИДЕНТ ЛЬВОВА ЛИБЕРАЛ А ТАКЖЕ ГЛАВА ГРУ РФ
Уроженец города Шадринск а также президент шадринска
крутой чел
ДИКТАТОР ХОЙЩИК ПРЕЗИДЕНТ ЛЬВОВА ЛИБЕРАЛ А ТАКЖЕ ГЛАВА ГРУ РФ
Уроженец города Шадринск а также президент шадринска
крутой чел
ДИКТАТОР ХОЙЩИК ПРЕЗИДЕНТ ЛЬВОВА ЛИБЕРАЛ А ТАКЖЕ ГЛАВА ГРУ РФ
Уроженец города Шадринск а также президент шадринска
крутой чел
ДИКТАТОР ХОЙЩИК ПРЕЗИДЕНТ ЛЬВОВА ЛИБЕРАЛ А ТАКЖЕ ГЛАВА ГРУ РФ
Уроженец города Шадринск а также президент шадринска
крутой чел
ДИКТАТОР ХОЙЩИК ПРЕЗИДЕНТ ЛЬВОВА ЛИБЕРАЛ А ТАКЖЕ ГЛАВА ГРУ РФ
Уроженец города Шадринск а также президент шадринска
крутой чел
ДИКТАТОР ХОЙЩИК ПРЕЗИДЕНТ ЛЬВОВА ЛИБЕРАЛ А ТАКЖЕ ГЛАВА ГРУ РФ
Уроженец города Шадринск а также президент шадринска
крутой чел
ДИКТАТОР ХОЙЩИК ПРЕЗИДЕНТ ЛЬВОВА ЛИБЕРАЛ А ТАКЖЕ ГЛАВА ГРУ РФ
Уроженец города Шадринск а также президент шадринска
крутой чел
ДИКТАТОР ХОЙЩИК ПРЕЗИДЕНТ ЛЬВОВА ЛИБЕРАЛ А ТАКЖЕ ГЛАВА ГРУ РФ
Уроженец города Шадринск а также президент шадринска
крутой чел
ДИКТАТОР ХОЙЩИК ПРЕЗИДЕНТ ЛЬВОВА ЛИБЕРАЛ А ТАКЖЕ ГЛАВА ГРУ РФ
Уроженец города Шадринск а также президент шадринска
крутой чел
ДИКТАТОР ХОЙЩИК ПРЕЗИДЕНТ ЛЬВОВА ЛИБЕРАЛ А ТАКЖЕ ГЛАВА ГРУ РФ
Уроженец города Шадринск а также президент шадринска
крутой чел
ДИКТАТОР ХОЙЩИК ПРЕЗИДЕНТ ЛЬВОВА ЛИБЕРАЛ А ТАКЖЕ ГЛАВА ГРУ РФ
Уроженец города Шадринск а также президент шадринска
крутой чел
ДИКТАТОР ХОЙЩИК ПРЕЗИДЕНТ ЛЬВОВА ЛИБЕРАЛ А ТАКЖЕ ГЛАВА ГРУ РФ
Уроженец города Шадринск а также президент шадринска
крутой чел
ДИКТАТОР ХОЙЩИК ПРЕЗИДЕНТ ЛЬВОВА ЛИБЕРАЛ А ТАКЖЕ ГЛАВА ГРУ РФ
Уроженец города Шадринск а также президент шадринска
крутой чел
ДИКТАТОР ХОЙЩИК ПРЕЗИДЕНТ ЛЬВОВА ЛИБЕРАЛ А ТАКЖЕ ГЛАВА ГРУ РФ
Уроженец города Шадринск а также президент шадринска
крутой чел
ДИКТАТОР ХОЙЩИК ПРЕЗИДЕНТ ЛЬВОВА ЛИБЕРАЛ А ТАКЖЕ ГЛАВА ГРУ РФ
Уроженец города Шадринск а также президент шадринска
крутой чел
ДИКТАТОР ХОЙЩИК ПРЕЗИДЕНТ ЛЬВОВА ЛИБЕРАЛ А ТАКЖЕ ГЛАВА ГРУ РФ
Уроженец города Шадринск а также президент шадринска
крутой чел
ДИКТАТОР ХОЙЩИК ПРЕЗИДЕНТ ЛЬВОВА ЛИБЕРАЛ А ТАКЖЕ ГЛАВА ГРУ РФ
Уроженец города Шадринск а также президент шадринска
крутой чел
ДИКТАТОР ХОЙЩИК ПРЕЗИДЕНТ ЛЬВОВА ЛИБЕРАЛ А ТАКЖЕ ГЛАВА ГРУ РФ
Уроженец города Шадринск а также президент шадринска
крутой чел
ДИКТАТОР ХОЙЩИК ПРЕЗИДЕНТ ЛЬВОВА ЛИБЕРАЛ А ТАКЖЕ ГЛАВА ГРУ РФ
Уроженец города Шадринск а также президент шадринска
крутой чел
ДИКТАТОР ХОЙЩИК ПРЕЗИДЕНТ ЛЬВОВА ЛИБЕРАЛ А ТАКЖЕ ГЛАВА ГРУ РФ
Уроженец города Шадринск а также президент шадринска
крутой чел
ДИКТАТОР ХОЙЩИК ПРЕЗИДЕНТ ЛЬВОВА ЛИБЕРАЛ А ТАКЖЕ ГЛАВА ГРУ РФ
Уроженец города Шадринск а также президент шадринска
крутой чел
ДИКТАТОР ХОЙЩИК ПРЕЗИДЕНТ ЛЬВОВА ЛИБЕРАЛ А ТАКЖЕ ГЛАВА ГРУ РФ
Уроженец города Шадринск а также президент шадринска
крутой чел
ДИКТАТОР ХОЙЩИК ПРЕЗИДЕНТ ЛЬВОВА ЛИБЕРАЛ А ТАКЖЕ ГЛАВА ГРУ РФ
Уроженец города Шадринск а также президент шадринска
крутой чел
ДИКТАТОР ХОЙЩИК ПРЕЗИДЕНТ ЛЬВОВА ЛИБЕРАЛ А ТАКЖЕ ГЛАВА ГРУ РФ
Уроженец города Шадринск а также президент шадринска
крутой чел
ДИКТАТОР ХОЙЩИК ПРЕЗИДЕНТ ЛЬВОВА ЛИБЕРАЛ А ТАКЖЕ ГЛАВА ГРУ РФ
Уроженец города Шадринск а также президент шадринска
крутой чел
ДИКТАТОР ХОЙЩИК ПРЕЗИДЕНТ ЛЬВОВА ЛИБЕРАЛ А ТАКЖЕ ГЛАВА ГРУ РФ
Уроженец города Шадринск а также президент шадринска
крутой чел
ДИКТАТОР ХОЙЩИК ПРЕЗИДЕНТ ЛЬВОВА ЛИБЕРАЛ А ТАКЖЕ ГЛАВА ГРУ РФ
Уроженец города Шадринск а также президент шадринска
крутой чел
ДИКТАТОР ХОЙЩИК ПРЕЗИДЕНТ ЛЬВОВА ЛИБЕРАЛ А ТАКЖЕ ГЛАВА ГРУ РФ
Уроженец города Шадринск а также президент шадринска
крутой чел